# 光の波動説
光の波動説（ひかりのはどうせつ、英: wave theory of light）とは、「光の本質は、何らかの媒質内を伝播する波動である」という仮説である。

## 概要
ホイヘンスの提唱による。1690年に刊行した自身の著書『光についての論考』内で、回折など光に関する波動としての性質を論じ、それらの性質をホイヘンスの原理と呼ばれる1つの原理に纏め上げた。ホイヘンスは同書内において、光が波であるならば、それを伝播する何らかの媒質があって然るべきと考え、その媒質としてエーテルと言う物質を提案した。すぐ後に、ニュートンによる光の粒子説が提唱され、それぞれの説は対立するようになった。
1723年に、波動説によらなければ説明できない現象がジャコーモ・フィリッポ・マラルディによって発見されている。この現象は19世紀初頭の1811年頃から1816年にかけてフランソワ・アラゴによって追試が行なわれた事からアラゴスポットと呼ばれる様になり、波動説を補強する一因となった。
その後、1805年頃に光の干渉に関するヤングの実験がヤングによって行なわれ、1835年頃にはフレネルによってホイヘンスの原理が補完され、光は偏光している横波であるとの結論が得られた事に加え、1850年にフーコーが、翌1851年にフィゾーがそれぞれ独立に空気中での光速度が水中での光速度より大きいと言う事実を実験で確認した事により、波動説がほぼ確立された。さらに、1845年にファラデーが自身の実験によって発見したファラデー効果により、光は電磁場の影響を受けることが判明し、1865年にマクスウェルが発表した電磁気学に関する論文『電磁場の動力学的理論』内で纏められたマクスウェル方程式により、光が電磁波の一種である事が示唆された。1888年にヘルツが行なった実験によって電磁波も反射や屈折及び干渉や偏光と言った光と同じ性質を持っていることが判明して、光は電磁波の一種らしいということで、光は波動だとする見方は強まった。
しかし、それら電磁波についての
1. 波であるとするならば、その媒質は何であるのか
2. マクスウェル方程式からはその速さは一定であるということになるが、互いに運動している観測者の間では相対的にどういうことになるのか

と言った疑問点については、後にアインシュタインが登場するまでは大きな謎として様々な説が議論された。
そういった謎の1つとして、いわゆる「エーテルの風」によって予想されるような現象を検討するマイケルソン・モーリーの実験が1887年に行なわれた。この実験で、エーテルの風を有意に示すような結果は得られなかった。1905年にアインシュタインが発表した特殊相対性理論に関する論文『運動物体の電気力学について』に至り、光速はいかなる（相対）運動をしている観測者からも不変である、ということになり、「光速の基準となるエーテル」の存在は考える必要が無いものとなった。
一方で同じアインシュタインによる、「光量子仮説」は、光電効果においてそれまで不思議とされてきたいくつかの現象をうまく説明するものであり、波であるはずとする数多くの実験結果が重ねられてきた光について、粒子説の復活とも言えるような新たな展開をもたらすものであった。最終的に光子（光量子）、更には「量子」という名で呼ばれることになった多くの粒子や波動は、粒子と波動の二重性を持つものである、と言う結論が量子力学によりもたらされた。また、媒体は「場」というものとして、現代の物理学では扱われている。